# Victoria I
Pour les articles homonymes, voir Victoria.
Le Victoria I est un cruise-ferry appartenant à la compagnie estonienne Tallink. Construit par les chantiers Aker Finnyards de Rauma entre 2003 et 2004, il est le sister-ship du Romantika mis en service deux ans auparavant. Il assure depuis mars 2004 la liaison entre l'Estonie et la Suède.

## Histoire

### Origines et construction
Au début des années 2000, l'armateur estonien Tallink reprend l'exploitation des lignes entre l'Estonie et la Suède après la décision de sa maison mère ESCO de transférer au sein de la compagnie les activités de la marque sœur EstLine. La reprise de cette ligne à succès et les chiffres satisfaisants de la ligne entre l'Estonie et la Finlande incitent alors l'armateur à investir pour la première fois dans la construction d'unités neuves. En mai 2002, Tallink inaugure son premier navire neuf le Romantika, construit aux chantiers finlandais Aker Finnyards de Rauma et employé sur la ligne Tallinn - Helsinki. Devant le succès rencontré par ce navire, la compagnie décide de la construction d'un sister-ship qui serait quant à lui affecté entre Tallinn et Stockholm.
Sister-ship du Romantika, le futur Victoria présente toutefois quelques différences par rapport à son aîné telles que des cabines supplémentaires aménagées sur le pont 9 en lieu et place du centre de conférence qui est pour sa part réaménagé à l'avant du pont 6 à la place d'une partie de la cafétéria. Hormis ces modifications, le navire se révèle identique à son jumeau sur le plan technique et dispose également d'une capacité similaire.
Commandé le 15 octobre 2002, le navire est mis sur cale le 11 mars 2003 et lancé le 16 octobre. Durant ses essais en mer réalisés en février 2004, une entrée d'eau est constatée sous la ligne de flottaison, ce qui nécessite un passage en cale sèche à Naantali entre le 21 et le 22 février. Une fois les finitions terminées le navire est livré à Tallink le 9 mars 2004 sous le nom de Victoria I.

### Service
Après avoir quitte Rauma le 18 mars, le Victoria I arrive pour la première fois à Tallinn le lendemain. entre le 20 et le 21 mars, il est présenté au public à Tallinn, à Helsinki puis enfin à Stockholm. Le navire commence son exploitation commerciale le 21 mars 2004 entre Stockholm et Tallinn. 
À partir de mai 2005, en raison de l'entrée de l'Estonie dans l'Union européenne, la vente d'articles détaxés sur la ligne Tallinn - Stockholm devient interdite. Afin de permettre aux passagers de bénéficier des tarifs hors-taxes au sein des boutiques du bord, une escale à Mariehamn, chef lieu du territoire autonome d'Åland, est désormais effectuée à chaque traversée. 
Du 19 au 20 novembre 2005, le Victoria I est spécialement affrété pour une réunion organisée par la présidente sortante Tarja Halonen dans le cadre de sa campagne pour l'élection présidentielle finlandaise de 2006. Dans ce même contexte, le parti du centre finlandais utilisera son sister-ship le Romantika. Cette manœuvre provoquera des indignations de la part des syndicats des marins finlandais qui reprochera aux deux candidats d'avoir privilégié des navires estoniens plutôt que finlandais.
Le 4 décembre 2015, alors qu'il vient de quitter Tallinn par mauvais temps, une vague arrache l'antenne radar située à la proue qui est alors projetée contre les sabords du pont 6, occasionnant la destruction de deux d'entre eux. En raison de la hauteur des vagues pouvant occasionner des entrées d'eau, le Victoria I est contraint de retourner à Tallinn et d'annuler sa traversée vers Stockholm. Une mésaventure similaire touchera son jumeau le Romantika deux ans plus tard.
À partir du mois de mars 2020, la ligne Tallinn - Mariehamn - Stockholm est suspendue en raison des restrictions dues à la crise sanitaire provoquée par la pandémie de Covid-19. Immobilisé dans un premier temps, le Victoria I est finalement affecté à partir de juin sur la ligne Tallinn - Helsinki avant d'être à nouveau désarmé en du regain de la pandémie à l'issue de la saison estivale.
Au cours de l'été 2021, en raison des incertitudes pesant sur la reprise totale de la liaison Tallinn - Mariehamn - Stockholm, le navire, mais aussi son jumeau le Romantika, sont affrétés par les autorités du port de Tanger Med afin d'être employés sur les lignes reliant le Maroc, la France et l'Espagne. À cet effet, le Victoria I quitte l'Estonie le 28 juin pour rejoindre le Maroc. Arrivé à destination le 5 juillet, il prend ensuite la direction de Sète en attendant sa mise en service. Le navire commence ses rotations le 10 juillet, affrété par la société marocaine Intershipping. Les premières traversées sont cependant marquées par quelques perturbations, notamment des manquements d'informations concernant les horaires des escales. Quelques jours plus tard, le 16 juillet, alors qu'il devait appareiller de Sète, le Victoria I se retrouve immobilisé à quai à la suite de la décision de la ville de Tarragone d'annuler les escales du navire. Cette décision pose alors problème pour le ravitaillement du navire en carburant et entraîne son immobilisation pour une durée de 48 heures. Le 30 septembre, l'affrètement arrive à son terme et le Victoria I regagne Tallinn.
Exploité sporadiquement entre Tallinn et Helsinki durant l'hiver 2021-2022, le navire n'est pas remis en service vers la Suède en dépit de la réouverture de la ligne, la conjoncture ne permettant pas l'emploi d'un second navire. Après un passage en Lituanie aux chantiers de Klaipėda pour son arrêt technique en janvier 2022, il demeure désarmé jusqu'en au mois de juillet, date à laquelle il est mis à disposition du gouvernement écossais afin de servir de centre d'hébergement pour les populations ukrainiennes fuyant le conflit opposant leur pays et la Russie depuis le mois de février. À cet effet, le cruise-ferry rejoint Édimbourg le 11 juillet et est stationné dans le port de Leith. D'une durée initiale de six mois et trois mois additionnels, l'affrètement sera reconduit jusqu'en juillet 2023. En prévision de la fin de celui-ci, les réfugiés ukrainiens hébergés à bord seront relogés à partir du mois de mai 2023. Une fois l'affrètement terminé le 11 juillet, le navire est restitué à Tallink et regagne l'Estonie le 31. 

## Aménagements
Le Victoria I possède 12 ponts. Les locaux passagers se situent sur la totalité des ponts 5 à 9 et une partie du pont 10 tandis que ceux de l'équipage occupent principalement le pont 10. Les ponts 3 et 4 sont pour leur part consacrés aux garages.

### Locaux communs
Le Victoria I est équipé d'un grand nombre d'installations d'une qualité semblable à celles d'un navire de croisières. Situées en grande majorité sur les ponts 6 et 7, elles comptent notamment trois restaurants à la carte, un restaurant buffet, une cafétéria, quatre bars et des espaces commerciaux très développés.
Les installations du cruise-ferry sont organisés de la manière suivantes :
- Starlight : vaste bar-spectacle sur deux niveaux situé sur les ponts 6 et 7 à l'arrière du navire ;
- Sea Pub : pub traditionnel situé au centre du navire sur le pont 7 ;
- Aluminium Disco : bar-discothèque situé au milieu bâbord sur le pont 7 ;
- Coffee & Co. : coffee shop situé à l'avant sur le pont 6 utilisant la franchise Starbucks ;
- Grande Buffet : restaurant buffet situé au pont 7 à l'avant du navire ;
- Gourmet Victoria : restaurant à la carte situé au milieu bâbord avant du pont 7 ;
- Grill House : restaurant grill situé au milieu du navire sur le pont 7 ;
- Fast Food 25h : cafétéria ouverte 24 heures sur 24 située sur le pont 6 vers l'avant du navire ;

En plus de ces installations, le Victoria I dispose d'une vaste galerie marchande sur le pont 6 composée d'un supermarché hors-taxe, d'une parfumerie et d'une boutique de vêtements ainsi qu'un centre de conférences. À l'arrière du pont 10 se trouvent un bar extérieur et un sauna.

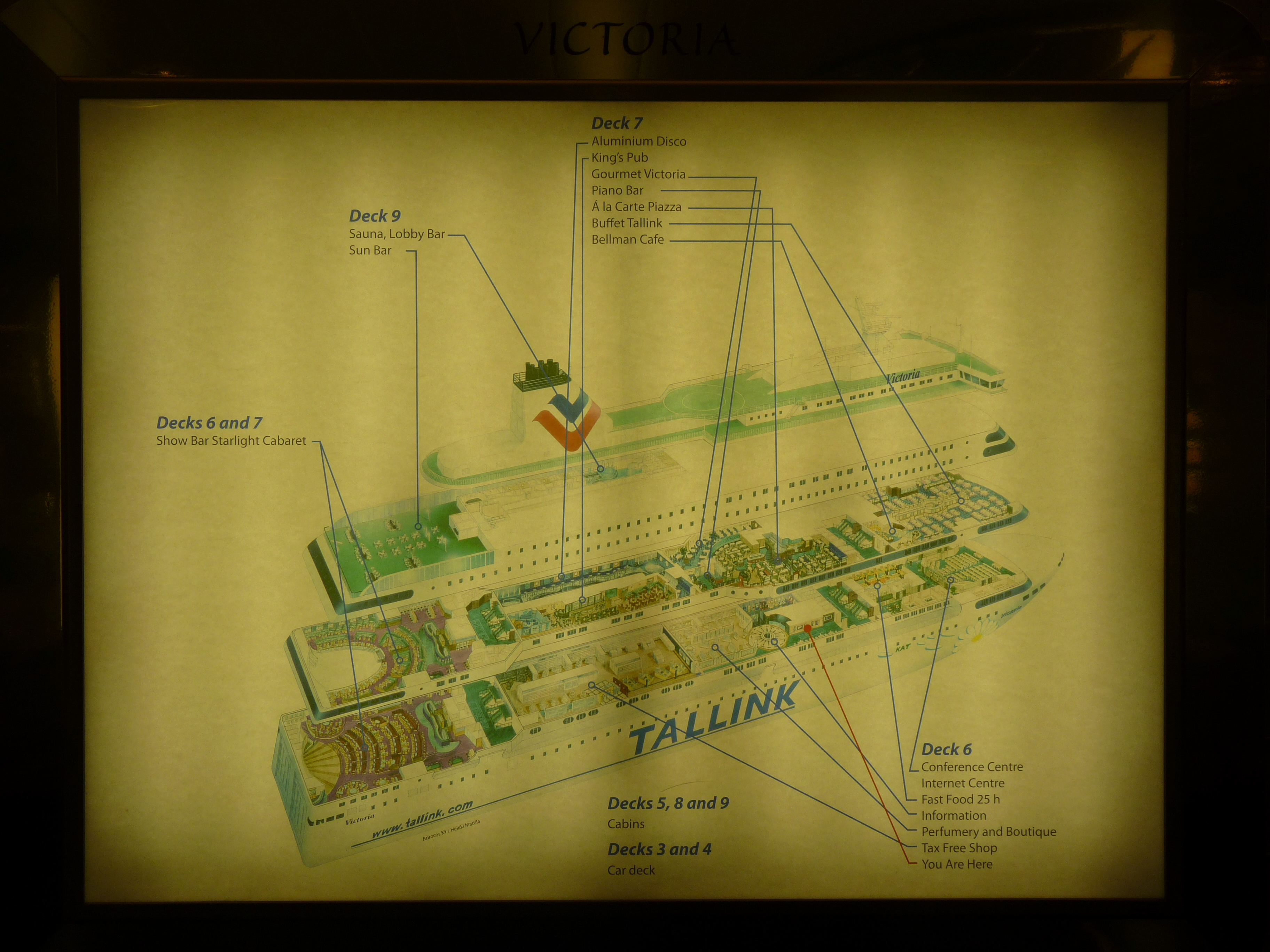
Plan du navire.
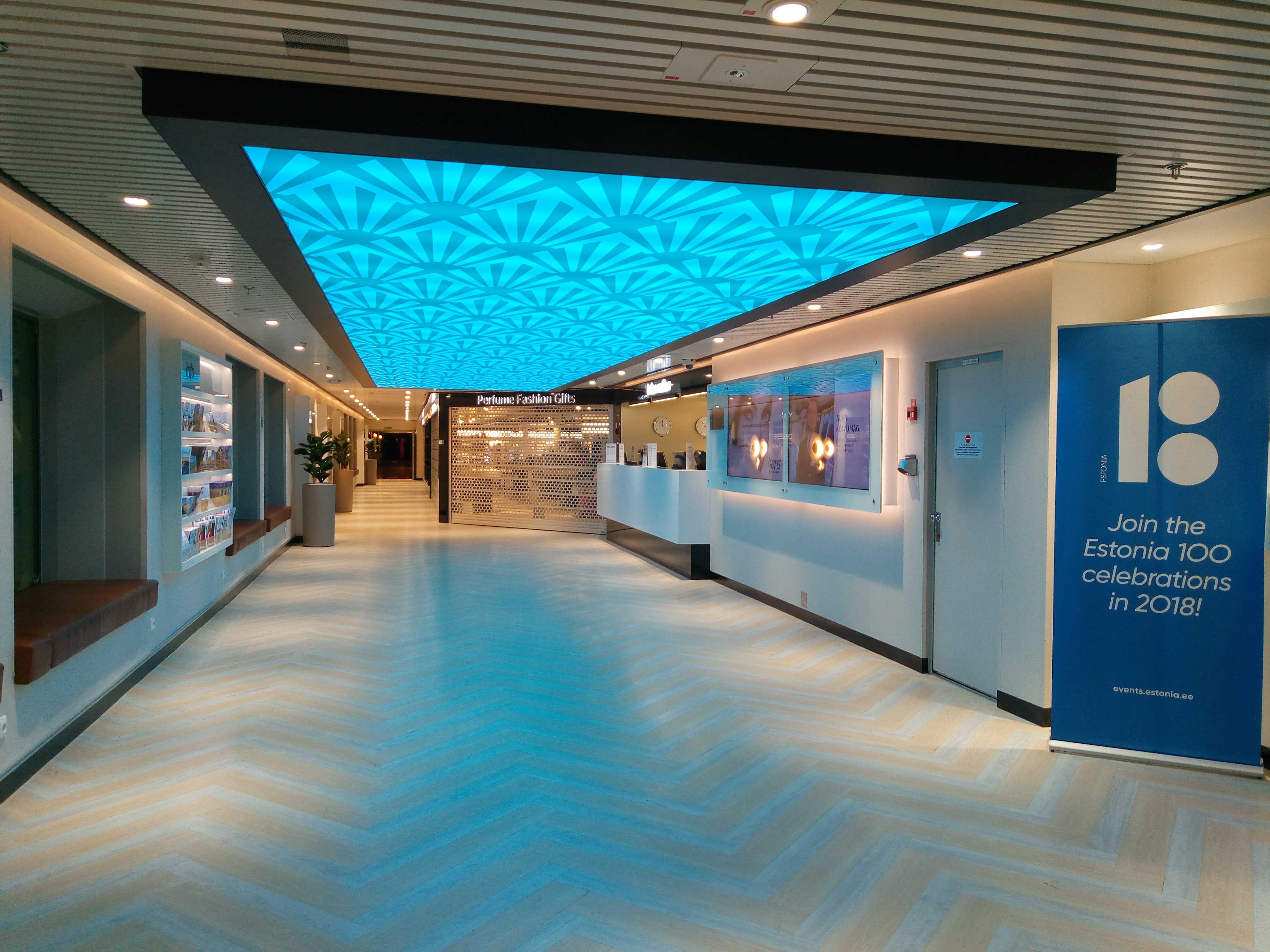
Galerie marchande sur le pont 6
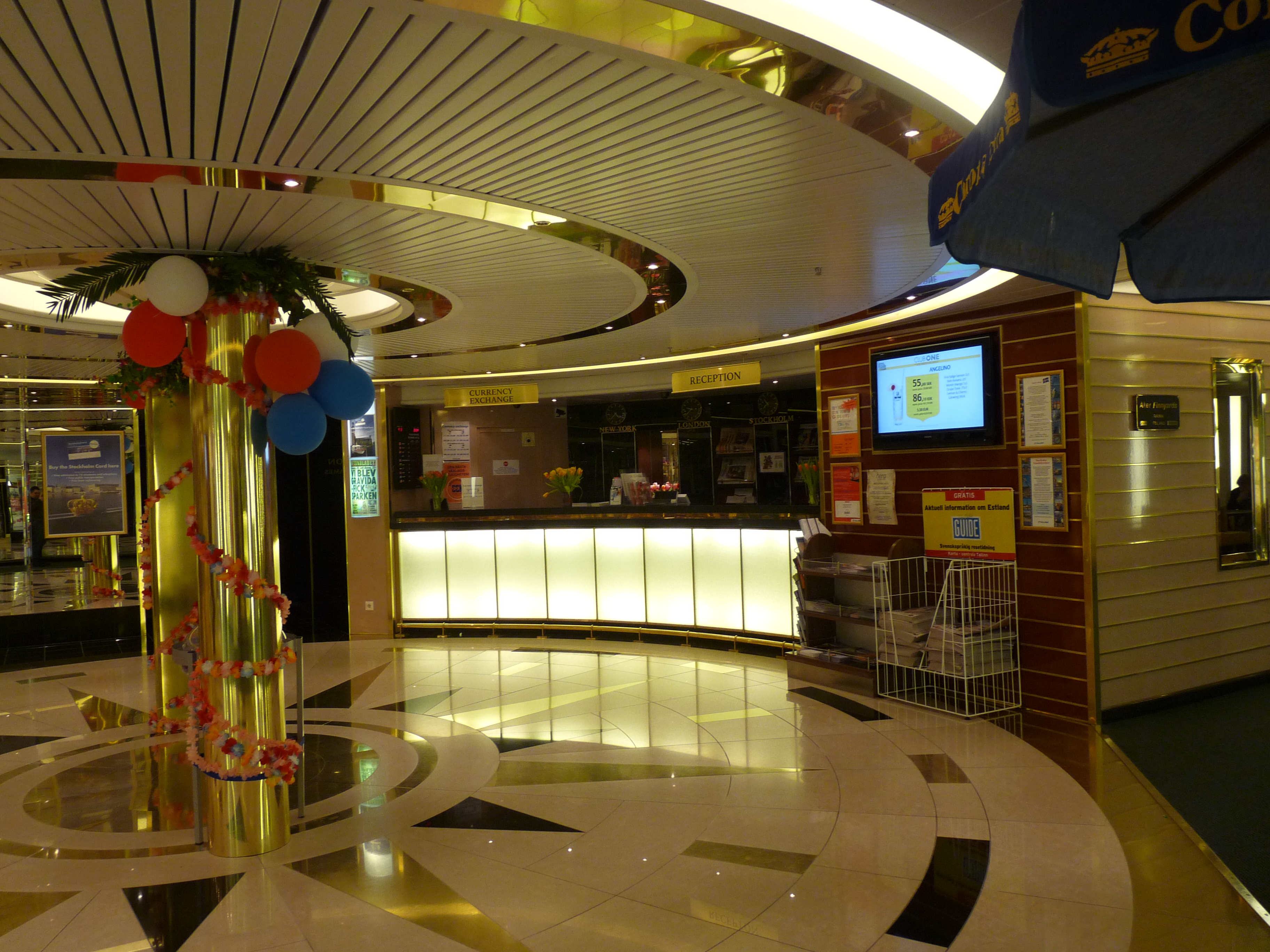
Bureau informations sur le pont 6.

### Cabines
Le Victoria I possède 782 cabines situées sur les ponts 5, 8 et 9. Les cabines standards, internes ou externes, sont équipées de deux à quatre couchettes ainsi que de la télévision et de sanitaires comprenant douche, WC et lavabo. Certaines d'entre elles disposent d'un grand lit à deux places. Le navire propose également des suites. Des cabines accessibles aux personnes à mobilité réduite ou aux animaux sont également présentes.

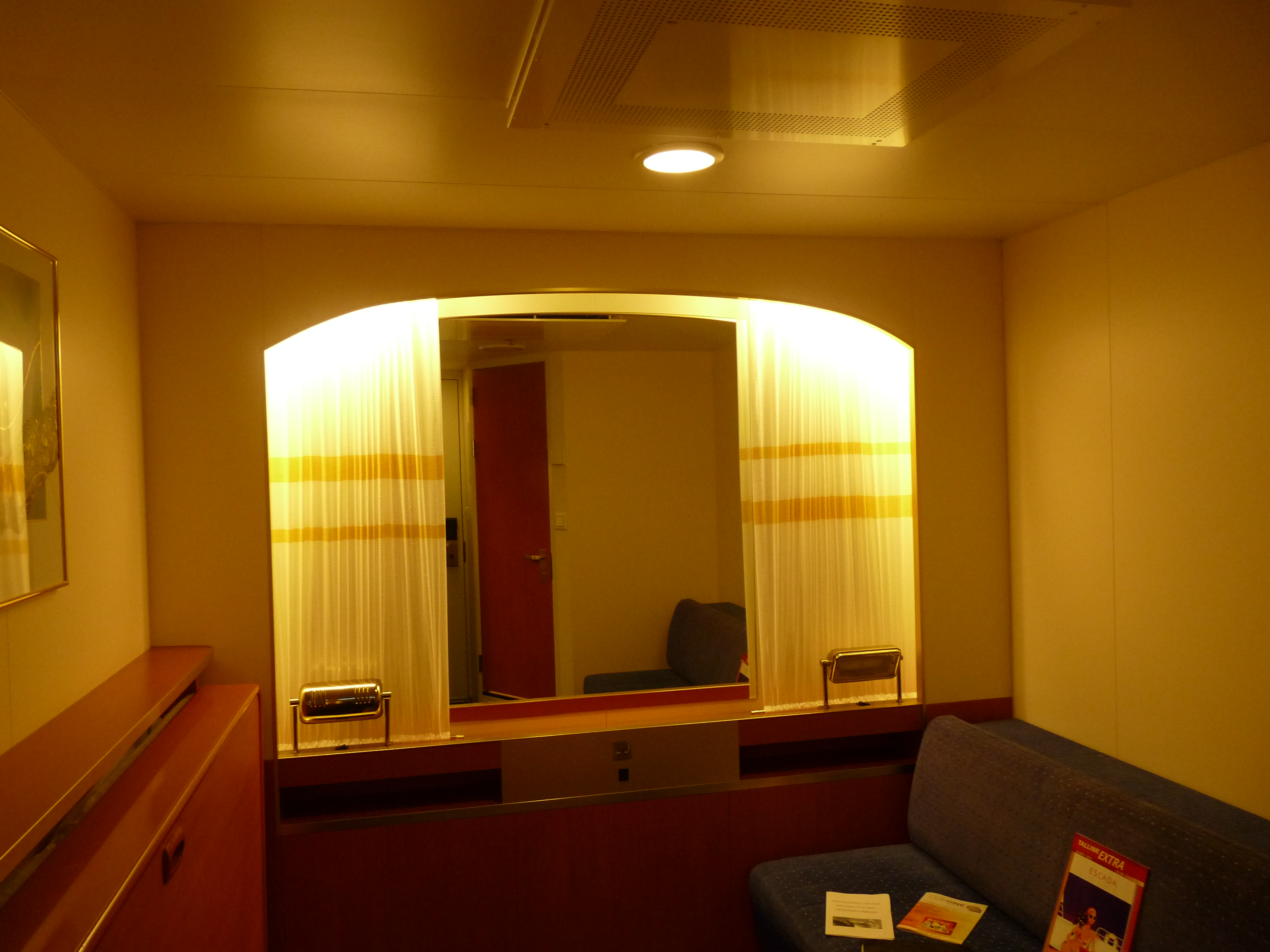
Cabine intérieure standard.
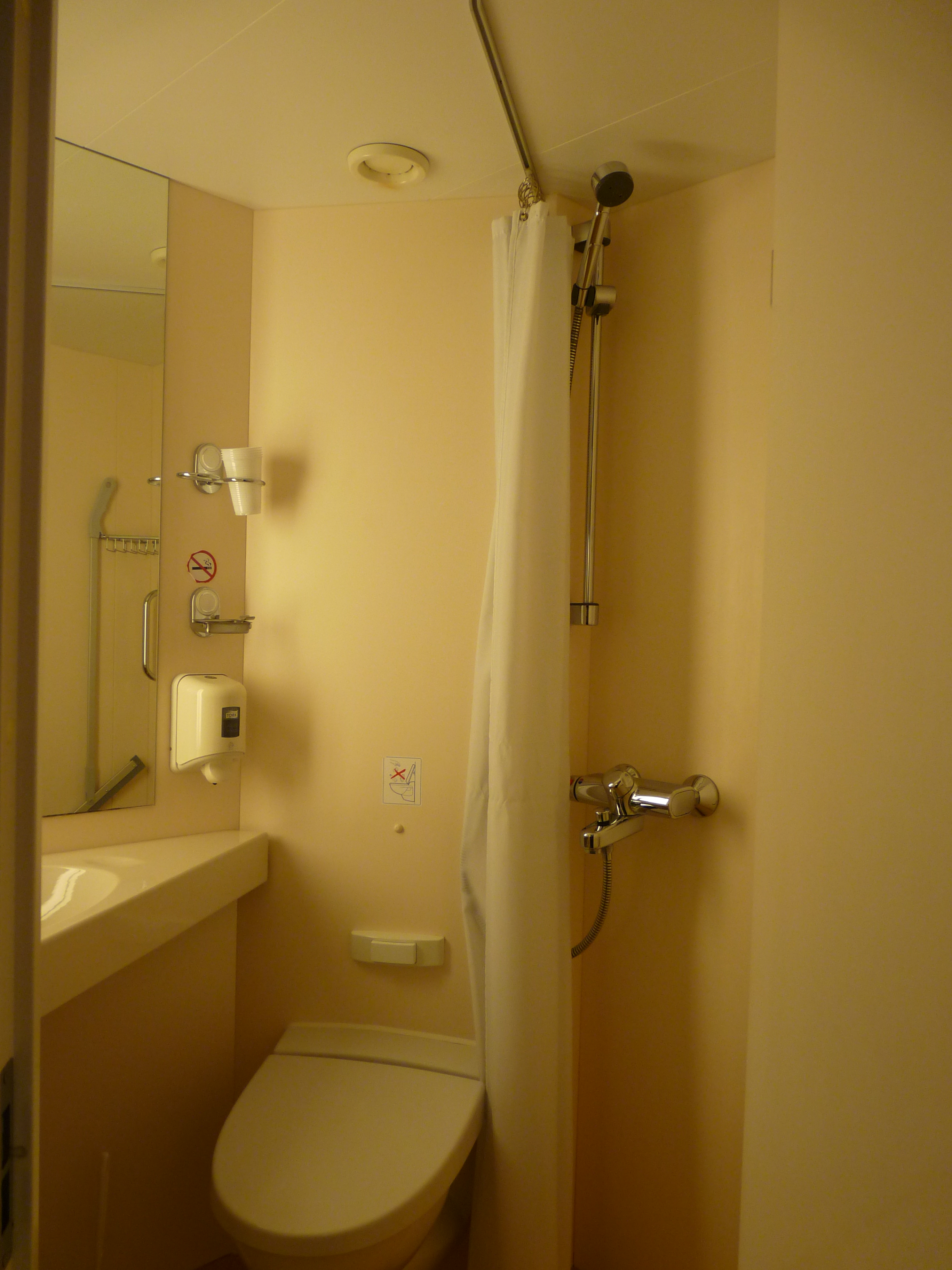
Salle de bain.
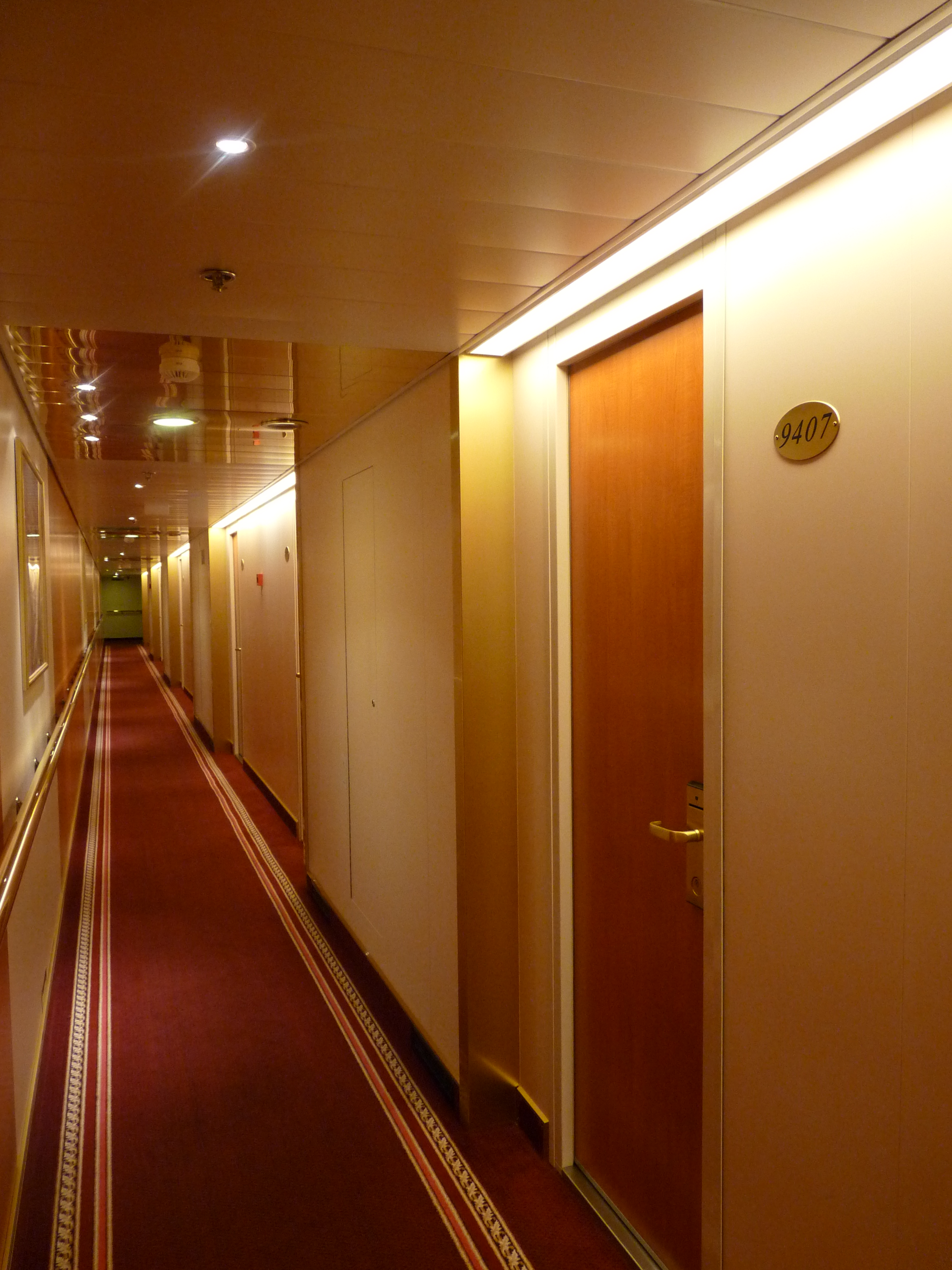
Coursive des cabines du pont 9.

## Caractéristiques
Le Victoria I mesure 193,80 mètres de long pour 29 mètres de large et son tonnage est de 40 975 UMS. Le navire a une capacité 2 500 passagers et est pourvu d'un garage de 1 000 mètres linéaires pouvant accueillir 400 véhicules ou 60 remorques répartis sur deux niveaux. Le garage est accessible par deux portes rampes situées à l'arrière et une porte rampe avant. La propulsion est assurée par quatre moteurs diesels Wärtsilä 16V32 développant une puissance de 26 240 kW entraînant deux hélices à pas variable faisant filer le bâtiment à une vitesse de 22 nœuds. Le Victoria I possède six embarcations de sauvetage fermées de grande taille, trois sont situées de chaque côté vers l'arrière du navire. Elles sont complétées par deux canots semi-rigides. En plus de ces principaux dispositifs, le navire dispose de plusieurs radeaux de sauvetage à coffre s'ouvrant automatiquement au contact de l'eau. Le navire est doté de deux propulseurs d'étrave facilitant les manœuvres d'accostage et d'appareillage ainsi que des stabilisateurs anti-roulis. Il est également équipé d'une coque brise-glace classée 1 A Super.

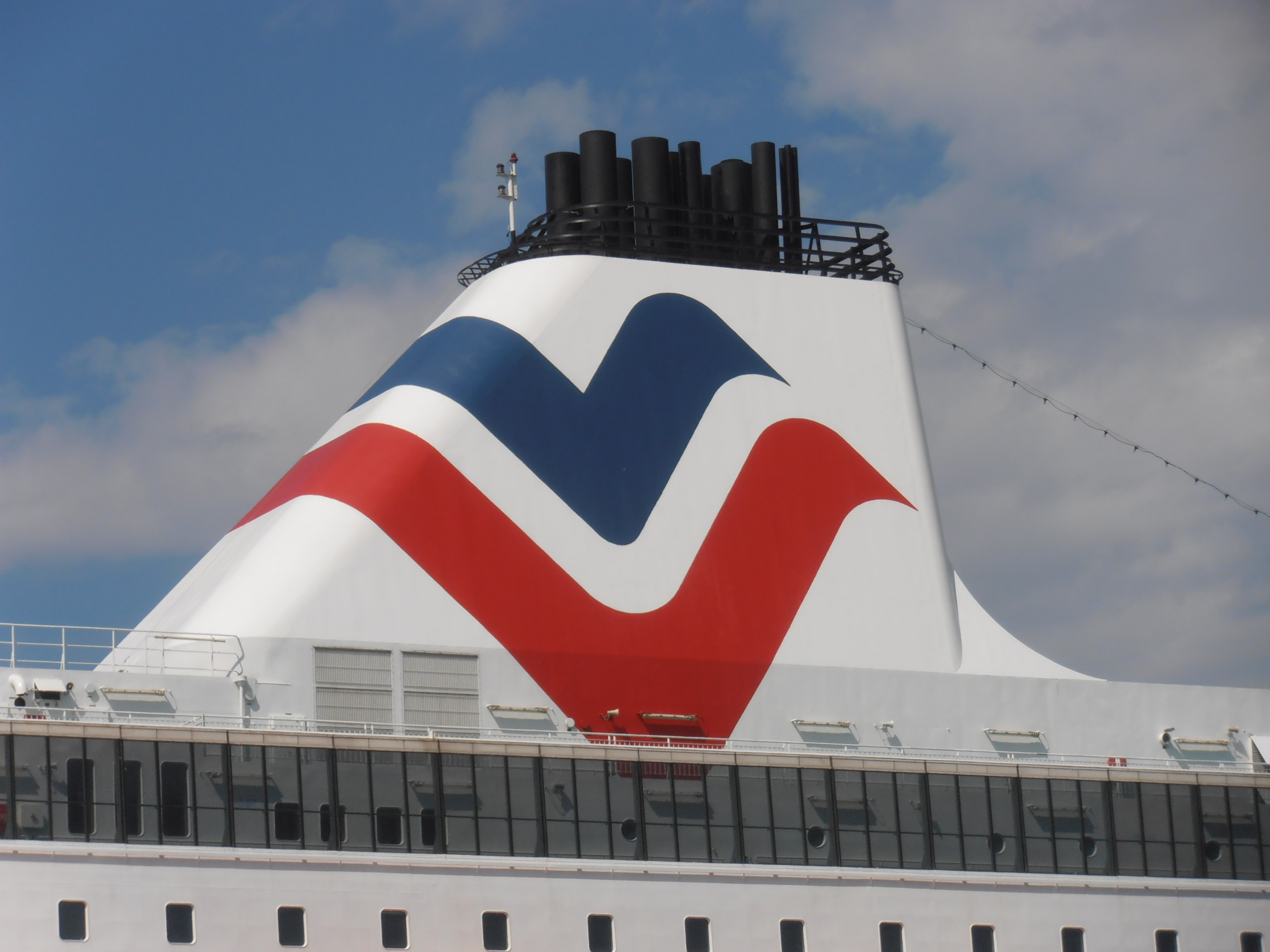
Cheminée unique.
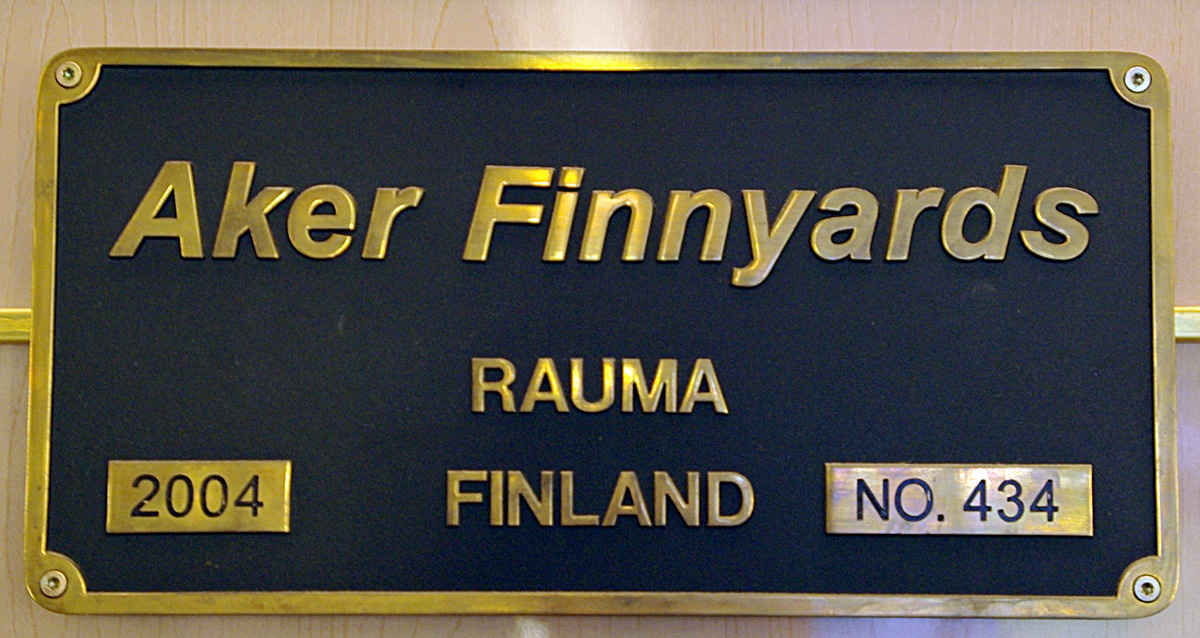
Plaque du constructeur.
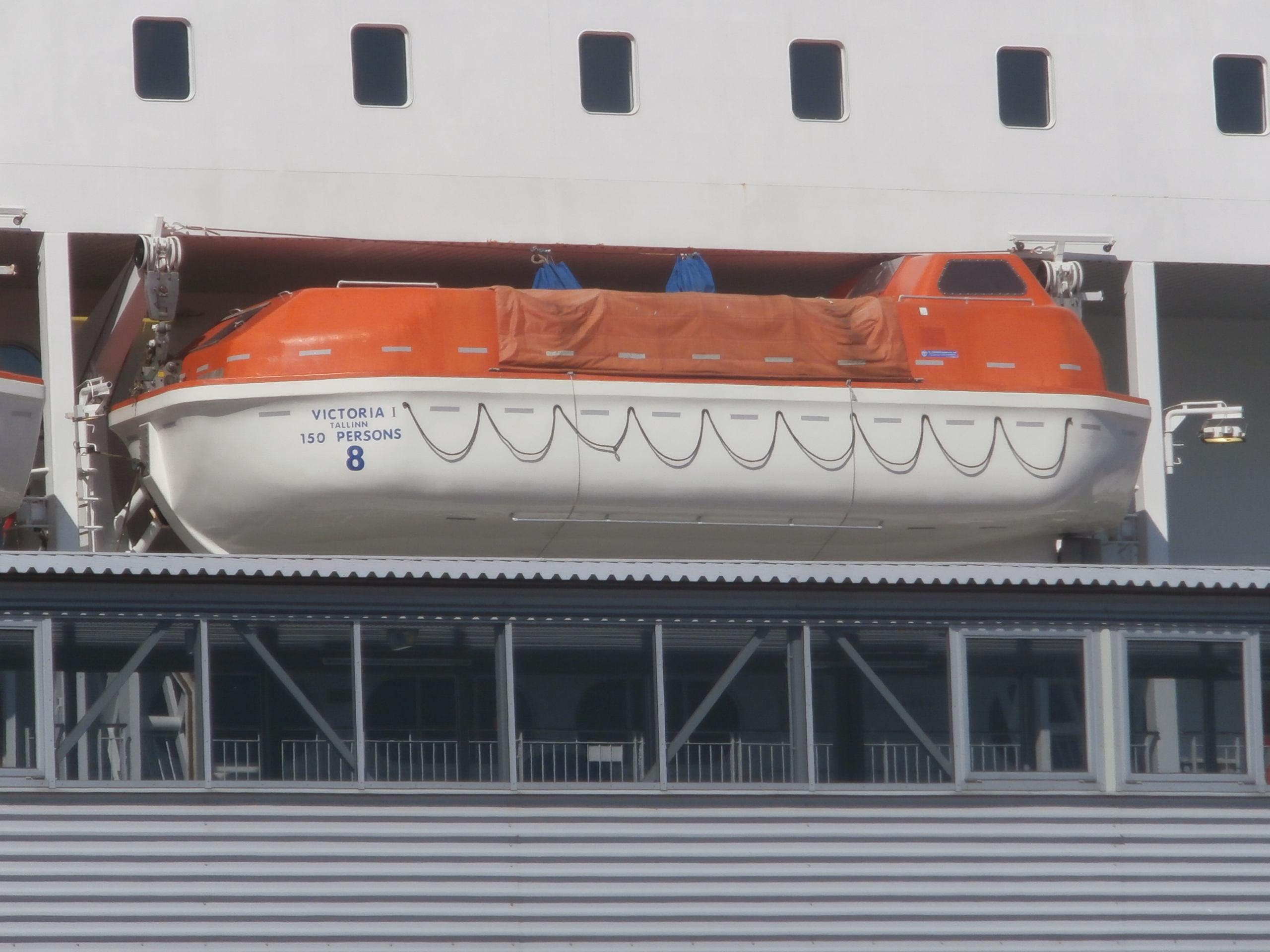
Embarcation de sauvetage.

## Lignes desservies
Depuis sa mise en service le Victoria I navigue entre l'Estonie et la Suède sur la ligne Tallinn - Stockholm qu'il effectuait en traversée de nuit. À chaque voyage, une escale est effectuée à Mariehamn, située sur le territoire autonome d'Åland afin de permettre entre autres aux passagers de bénéficier de tarifs détaxés dans les boutiques du bord. 
En 2020, en raison des perturbations du trafic causés par la pandémie de Covid-19, le navire effectue des traversées entre Tallinn et Helsinki.